# Иррациональный человек
«Иррациона́льный челове́к» (англ. Irrational Man) — американский детективный фильм-драма режиссёра Вуди Аллена, снятый им по собственному сценарию в 2015 году. В главных ролях — Хоакин Феникс, Эмма Стоун, Паркер Поузи и Джейми Блэкли.

## Сюжет
Действие происходит в небольшом университетском городке, расположенном в американском штате Род-Айленд. Профессор философии Эйб Лукас (Хоакин Феникс) находится в состоянии экзистенциального кризиса. Он до такой степени разочаровывается в жизни, что даже пробует играть в «русскую рулетку». Постепенно у Эйба начинают завязываться отношения со студенткой Джилл Поллард (Эмма Стоун), несмотря на то, что у неё уже есть парень, которого зовут Рой (Джейми Блэкли). На какое-то время Эйбу удаётся приостановить этот роман и уговорить Джилл остаться друзьями. В этот период он оказывается в романтических отношениях со своей коллегой, преподавательницей Ритой Ричард (Паркер Поузи) — замужней женщиной, которую не устраивает её брак.
При этом Эйб продолжает встречаться с Джилл. Во время одной из таких встреч в ресторане они случайно подслушивают грустную историю женщины, беседующей за соседним столом со своими друзьями. Она говорит о том, что может потерять право опеки над своими детьми, поскольку её бывший муж подал в суд, а судья — хороший приятель его адвоката. И тут Эйбу приходит в голову идея в духе «Преступления и наказания» Достоевского: если удастся сделать так, чтобы эта женщина не рассталась со своими любимыми детьми, то жизнь будет лучше, а для этого надо убить судью, ведущего это дело.
Эйб начинает тщательно планировать преступление, полагая, что впоследствии будет невозможно вычислить, кто его совершил. Однако, после совершения убийства, Джилл, сопоставив факты, догадывается о причастности Эйба и после обвинения полицией невиновного предлагает ему прийти с повинной. Чтобы скрыть правду, Эйб пытается устранить Джилл, но сам же и попадает в подстроенную им западню.
Все действия в фильме сопровождаются философскими рассуждениями Эйба, которые с самого начала определены им как «вербальная мастурбация».

## В ролях

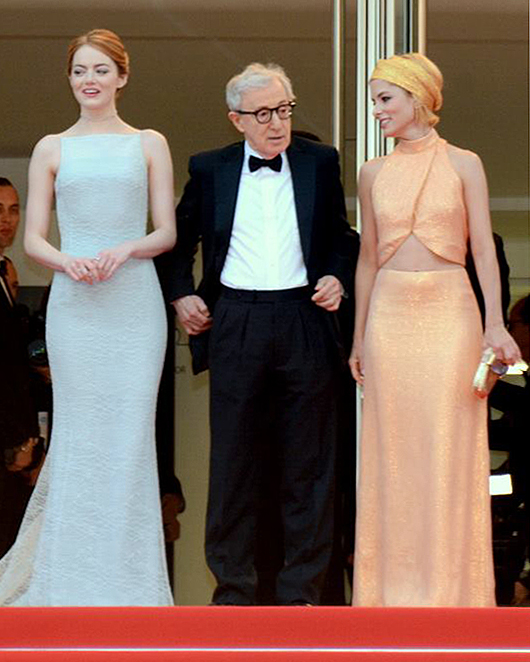
Эмма Стоун, Вуди Аллен и Паркер Поузи на Каннском кинофестивале 2015 года

| Актёр                   | Роль                            |
| ----------------------- | ------------------------------- |
| Хоакин Феникс           | Эйб Лукас — профессор философии |
| Эмма Стоун              | Джилл Поллард — студентка       |
| Паркер Поузи            | Рита Ричард — преподавательница |
| Джейми Блэкли           | Рой — парень Джилл              |
| Бетси Эйдем             | мать Джилл                      |
| Итан Филлипс            | отец Джилл                      |
| Том Кемп                | Томас Спанглер — судья          |
| Софи фон Хазельберг[en] | Эприл — студентка               |
| Мередит Хагнер          | Сэнди — подруга Эприл           |

## Премьера и прокат
Мировая премьера фильма «Иррациональный человек» состоялась в рамках внеконкурсной программы Каннского кинофестиваля 16 мая 2015 года.
Прокат фильма в США начался 17 июля 2015 года.
Прокат фильма в России начался дистрибьютором «Централ Партнершип» 13 августа 2015 года.

## Критика
Фильм получил смешанные отзывы кинокритиков. На сайте Rotten Tomatoes его рейтинг составляет 42 % на основе 158 рецензий, со средним баллом 5,4 из 10. На Metacritic фильм имеет рейтинг 53 % на основании 43 рецензий.